# ОШ „Никола Вукићевић” Сомбор
Основна школа "Никола Вукићевић", основана 1903. године налази се у улици Вељка Петровића 4, у Сомбору.

## Историјат
Сомбор је крајем XIX и почетком XX века био у склопу Аустро-Угарске и у њему су живели народи различитих националности. Ту су живели и школовали се, поред Немаца и Мађара, и Срби, Хрвати, Буњевци, Јевреји..., а ученици су разврставани у школе по верској припадности. О школовању српске деце у Сомбору бринула се Православна општина Сомбор, али је постојао проблем са проналаском школског простора. У огромној мери решавању овог проблема помогла су два богата а хумана Сомборца: Никола и Ђока Михајловић.
Пред крај живота браћа су имали приличну имовину, а пошто нису имали потомство, млађи брат, Ђока, постигао је договор са Црквеном општином да се након њихове смрти, заједничка имовина искористи у хуманитарне сврхе. 
Тада је договорено да се сруши породична кућа Михајловића и да се на том плацу изгради школска зграда, а изградња и одржавање зграде финансираће се коришћењем великог земљишног поседа Михајловића. Године 1895. у којој су оба брата умрла кренуло се у реализацију тестамената. Године 1903. у новој школској згради почело је са наставом. Први директор школе био је Никола Вукићевић, истакнути педагошки радник. По њему је школа касније и добила име.

### Браћа Михајловић
Браћа Никола Ника (1811-1895) и Ђорђе Ђока Михајловић (1813-1895) припадају најугледнијим Сомборцима свог времена. Ника Михајловић је био правник, адвокат и градоначелник Сомбора, велики жупан Бачко-бодрошке жупаније, посланик Угарског сабора, председник Краљевске табле (Врховног суда) тадашње Угарске. Ђока Михајловић је био имућан сомборски трговац.

### Никола Вукићевић
Никола Вукићевић (Сомбор, 20. новембар 1830 — Сомбор, 8. новембар 1910) знаменити српски педагог и вишедеценијски управник сомборске Српске препарандије.

## Називи школе
- На самом почетку школа се „појављује“ под именом Средишња школска зграда, Централна школска зграда и Централна православна вероисповедна основна школа.
- Од 1920. године све школе изузете су из управе цркава и стављене под контролу државе, па је то важило и за ову школу. Године 1922. у документима се може пронаћи да се школа звала Женска централна основна школа (школе се више не разврставају по националној припадности, већ и по полној припадности).
- Најстарији пронађени документ у којем се школа назива по својим добротворима је из 1931. године и звала се Државна основна школа „Браћа Михајловић“.  Школа је то име носила и једно кратко време после Другог светског рата.
- У школи су обављали праксу ученици Учитељске школе и због тога је позната и под именом Вежбаоница и Основна школа „Вежбаоница“.
- Године 1946. донета је одлука да све школе у Југославији из свог назива бришу имена и бивају нумерисане. Школа тада добија назив Основна школа број 1, Вежбаоница, а од 1950. године Осмољетка број 1 јер је основна школа од тада трајала осам година.
- Назив Основна школа "Никола Вукићевић" школа добија 6. септембра 1953. године.[2]

## Зграда школе
Зграда школе се састоји из старог и новог дела. Поред данашње старе зграде школе, где је данас нови део, налазила се једна стара стамбена зграда која је временом преуређена и у њој су формиране две учионице и фискултурна сала.  Школа је тако била у то време једина школа у граду са фискултyрном салом. На том месту је 1982. године изграђена нова зграда и спојена у приземљу ходником са старим делом зграде. На тај начин је школа добила нову фискултурну салу, два кабинета, простор за библиотеку и три учионице опште намене. Фасада старе школске зграде је обновљена током 2014. године.

## Ученици школе
Ову школу завршили су реномирани научници, уметници и спортисти светског гласа:
- Вељко Петровић (Сомбор, 4. фебруар 1884 — Београд, 27. јул 1967), српски књижевник и академик.

- Милан Коњовић (28. јун 1898 — 28. јануар 1993), српски сликар и академик.

- Богдан Маглић (Сомбор, 5. август 1928 — Њупорт Бич, Калифорнија, 25. новембар 2017) , српско-амерички нуклеарни физичар, члан САНУ.

- Радивој Кораћ (Сомбор, 5. новембар 1938 — Каменица, 2. јун 1969), познат под надимком Жућко,  југословенски и српски кошаркаш.

- Стеван Коички (Бачка Паланка, 21. август 1929 — Београд, 11. септембар 2007), српски нуклеарни физичар, академик и потпредседник САНУ.

Школу су похађали и физичар Тихомир Новаков, песник Лаза Лазић, композитор Душан Радић, писац Бранко Маширевић, сликари Драган Стојков и Еуген Кочиш итд.

## Монографија
Године 2003. поводом обележавања стогодишњице школе објављена је њена монографија Прилози за историју задужбине “Браћа Михајловић”.

## Натпис на згради школе
На згради школе, на њеном врху стоји ћирилични натпис: Браћа Ника и Ђока Михајловић српском народу. Натпис је након Другог светског рата био уклоњен да би поново био враћен после последње реконструкције школе.